# (100578) 1997 HY10
(100578) 1997 HY10 es un asteroide perteneciente al cinturón de asteroides, descubierto el 30 de abril de 1997 por el equipo del Lincoln Near-Earth Asteroid Research desde el Laboratorio Lincoln, Socorro, Nuevo México, Estados Unidos.

## Designación y nombre
Designado provisionalmente como 1997 HY10.

## Características orbitales
1997 HY10 está situado a una distancia media del Sol de 2,619 ua, pudiendo alejarse hasta 3,292 ua y acercarse hasta 1,946 ua. Su excentricidad es 0,257 y la inclinación orbital 9,620 grados. Emplea 1548,49 días en completar una órbita alrededor del Sol.
Los próximos acercamientos a la órbita de Júpiter se producirán el 18 de octubre de 2045, el 18 de enero de 2105 y el 19 de abril de 2164.

## Características físicas
La magnitud absoluta de 1997 HY10 es 15,5.